# نتیجه‌نگری
نتیجه‌نگری (انگلیسی: Outcome bias) یا سوگیری نتیجه‌نگر نوعی سوگیری شناختی است که ذهن وقتی برای تصمیم‌گیری به قضاوت می‌نشیند به جای آنکه کل فرایند تصمیم‌گیری و کیفیتش را مد نظر قرار دهد فقط به نتایج تصمیم اهمیت می‌دهد. به عبارت دیگر ارزیابی درستی یک تصمیم صرفاً براساس نتیجهٔ نهایی آن و نه بر اساس دلایل و فرآیندهای تصمیم‌گیری. به نوعی در ضمیر ناخودآگاه همه ما هست که اگر تصمیمی بگیریم و نتایج آن تصمیم درست یا به نفع ما باشد پس تصمیم ما درست بوده. باید توجه داشت که بسیاری از تصمیمات به‌طور اتفاقی و با شانس به نتیجه درست می‌رسند. آنچه درستی یک تصمیم را نشان می‌دهد صرفاً نتیجه آن نیست، برای فهمیدن درستی یک تصمیم دلایل و فرایندهای تصمیم‌گیری باید بررسی شوند و نه صرفاً نتیجه تصمیم. به‌طور مثال اگر کسی بتواند برای مدتی بازار بورس یا قیمت دلار را به درستی پیش‌بینی کند، او لزوماً یک کارشناس اقتصادی نیست باید از او دربارهٔ نحوه و فرایند پیش‌بینی سؤال کرد چرا که ممکن است کاملاً تصادفی و با شانس پیش‌بینی‌هایش درست از کار درآمده باشند. نتیجه‌نگری بویژه برای کسانی که در کار تصمیم‌گیری برای دیگران هستند پرمخاطره است. افرادی مانند مشاوران اقتصادی، مربیان ورزشی، پزشکان و سیاستمداران. این افراد حتی اگر خردمندانه تصمیماتی بگیرند که نتایج بدی داشته باشد مورد سرزنش قرار خواهند گرفت که چرا نتوانسته‌اند تصمیم درست بگیرند. اگر یک دکتر تشخیص بدهد یک عمل کم‌مخاطره است اما در حین عمل بیمار بمیرد دیگران با توجه به نتیجه عمل و مرگ بیمار ادعا خواهند کرد که پرمخاطره بودن عمل از ابتدا مشخص بوده‌است. درحالیکه گاهی آنچه برای آنها امروز واضح است در گذشته اصلاً واضح نبوده‌است.